# Ecosia
Ecosia is een duurzame zoekmachine opgestart op 14 december 2009 door Christian Kroll. Het bedrijf schenkt 80% van zijn winst (circa 45% van de totale inkomsten) aan de bescherming van het regenwoud via een samenwerkingscontract met WWF. De zoekmachine gebruikt zoekresultaten van zoekmachine Bing en is hiermee vergelijkbaar met andere groene zoekmachines als Forestle, Treehoo en het Nederlandse ZoekGroen. Sinds 2023 is zoeken met Google een andere optie.
De zoekrobot werd naar aanleiding van de VN-klimaatconferentie in Kopenhagen in december 2009 opgestart.
Op 8 september 2016 maakte de zoekmachine bekend dat er door de zoekopdrachten inmiddels 6 miljoen bomen zijn aangeplant. Op 30 juni 2017 werd de grens van 10 miljoen bomen bereikt, met 21 miljoen bomen in januari 2018. Op 13 februari 2019 werd de kaap van 50 miljoen geplante bomen behaald. In juli 2020 werd de mijlpaal van 100 miljoen bomen bereikt. Midden maart 2023 stond de teller op 170 miljoen bomen. Op 1 februari 2024 kondigde de zoekmachine aan 200 miljoen bomen te hebben geplant. (De bomen moeten drie jaar in de grond zitten om op de teller te komen.)

## Invloed
Ecosia werkt samen met meerdere organisaties, zoals de Eden Reforestation Projects, Hommes et Terre en verschillende lokale partners, om bomen te planten in vijftien landen over de hele wereld. Ecosia zegt zich te richten op het planten van bomen waar ze het hardst nodig zijn: "biodiversiteithotspots", gebieden met een groot aantal unieke soorten en regio's met arme gemeenschappen die zonder hulp niet in staat zijn tot grootschalige boomaanplanting. Bomen hebben meerdere voordelen voor het milieu: ze absorberen CO2 en vertragen zo de opwarming van de aarde; ze voorkomen woestijnvorming, houden de bodem vruchtbaar; en ze bieden veilige habitats voor bosbewonende dieren. Ook ondersteunt Ecosia lokale gemeenschappen door het creëren van een vast inkomen voor het planten en verzorgen van bomen, en het verbeteren van de landbouwgrond.

## Compensatie
In de eerste jaren van de zoekmachine was er kritiek op de gebruiksvriendelijkheid van de website.
Een tweede punt van kritiek is de elektriciteit die nodig is en de CO2 die nog steeds vrijkomt bij een zoekopdracht. Hoewel de activiteiten van Ecosia klimaatneutraal zijn, zijn die van Microsoft en de andere gebruikte zoekmachines dat niet. Een zoekopdracht levert indirect dus nog steeds een CO2-uitstoot op. Ecosia compenseert dit echter met een eigen zonnepark en stelt dat de 0,2 gram CO2 die per zoekopdracht uitgestoten wordt, ruimschoots gecompenseerd wordt door het vermogen van één boom om 50 kilogram CO2 op te nemen.